# Марьянович, Милосав
Милосав Мило Марьянович (серб. Милосав Марјановић; 24 августа 1931, Крстац, община Никшич — 9 мая 2023, Белград) — сербский математик. Профессор, академик Сербской академии наук и искусств. Внёс существенный вклад в развитие топологии и математической дидактики.

## Биография
Родился в селе Крстац недалеко от Никшича в семье учителя. В Никшиче учился в начальной школе и в гимназии. После окончания естественно-математического факультета Белградского университета в 1955 году работал на факультете. В 1957 году избран ассистентом. Специализировался в Математическом институте Польской академии наук в Варшаве (1959/60) под руководством видных математиков Я. Микусиньского и Р. Сикорского. В 1964 году защитил диссертацию на тему «Сходимость Мура — Смита в общей топологии» (серб. Мур–Смитова  конвергенција у општој топологији). Проходил постдокторантуру во Флоридском университете у Й. де Грота (1967/68).
В 1969 году избран доцентом, в 1980 профессором. За научные достижения награждён Октябрьской премией Белграда (1973). Член-корреспондент Сербской академии наук и искусств (САНИ) c 1976 года, с 1991 — действительный член академии. Своё избрание на заседании академии отметил академической речью «Пространство закрытых собраний».
Почётный член Сербского общества математиков. Многолетний председатель Совета по образованию САНУ.
Умер 9 мая 2023 года в Белграде.

## Научная и педагогическая деятельность
Марьянович занимался научными проблемами, относящимися к топологической классификации пространств замкнутых множеств и свойствам декартовых произведений топологических пространств. Совместно с Р. Томовичем и С. Станковичем дал точную математическую концептуализацию морфологического типа линейных фигур — эта работа лежит в основе машинного чтения рукописей.
На протяжении всей жизни преподавал в Белградском университете. В качестве приглашённого профессора читал лекции в МГУ имени Ломоносова, Математическом институте имени Стеклова РАН, Математическом институте Польской академии наук, Грацском техническом университете и других.
Активно работал над качеством преподавания математики в университете: обновлял содержание и методологию существующих курсов, а также вводил новые — алгебраическая топология, теория категорий, теория Морса. Занимался вопросами обучения математике в начальной и средней школе. С 1995 года преподавал методологию математики на педагогическом факультете в Белграде. Несколько лет преподавал как внештатный учитель в Математической гимназии Белграда. Был главным редактором научного журнала The Teaching of Mathematics («Преподавание математики»).
Автор многих учебных пособий для вузов. В их числе: Metrički prostori, Stiljtesov i Lebegov integral («Метрические пространства: интеграл Лебега — Стилтьеса», 1968), Matematička analiza («Математический анализ», 1983), Topologija («Топология». соавт. С. Вречица, 1990), Metodika matematike («Методология математики», 1996). Многократно переиздавались учебники математики, написанные в соавторстве с Марьяновичем для всех классов начальной школы и для четвёртого класса средней школы, пособие Matematičke igre («Математические игры», 1975).